# Лауриано, Августин Трибоний

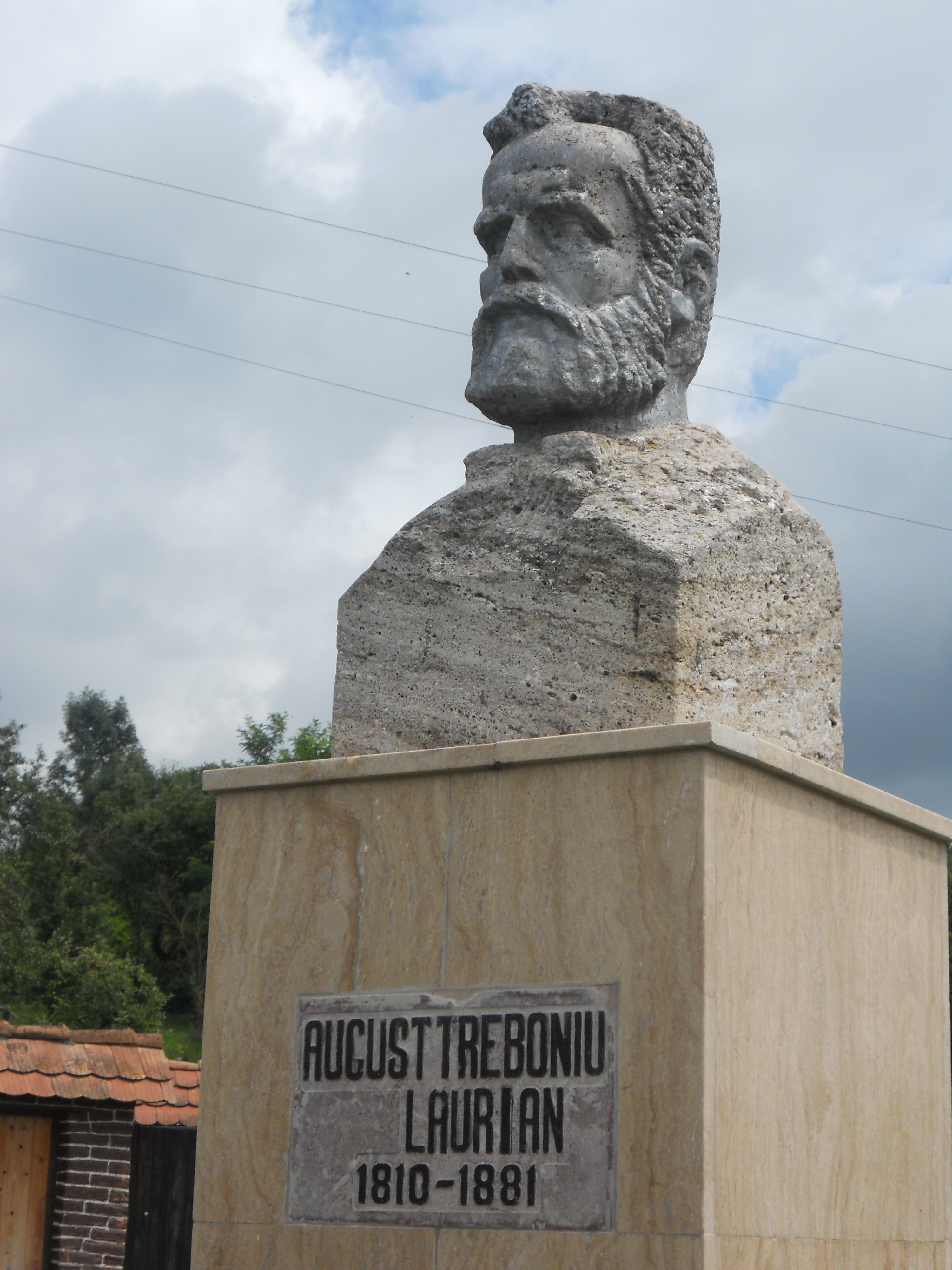
Бюст Аугуста Требониу Лауриана в родном селе

Августин Трибоний Лауриано или Аугуст Требониу Лауриан (настоящее имя и фамилия —
Августин Трифан) (рум. August Treboniu Laurian; 17 июля 1810, с.
Фофелдя княжество Валахия (ныне жудец Сибиу, Румыния) — 25 февраля 1881, Бухарест) — румынский историк, лингвист, журналист, революционер, политик, публицист. Президент Румынской академии.

## Биография
Родился в Трансильвании. Сын греко-католического (униатского) священника. Получил хорошее образование в немецких школах Сибиу и Пиаристской гимназии в Клуж-Напока, изучал философию в университете Клуж-Напока, затем физику, математику и астрономию в Политехническом институте Вены, университетах Вены и Гёттингена.
В 1842—1848 годах — профессор в колледже святого Савы в Бухаресте (с 1864 г. — Бухарестский университет), где он был известным преподавателем. В Бухаресте, он встретил и подружился с Николае Бэлческу, историком и революционером, одним из лидеров революции 1848 года в Валахии и Трансильвании. В 1843 году вступил в тайную студенческую организацию (1843) и Литературную ассоциацию (1845), был членом различных националистических и революционных обществ.
С 1845 года совместно с Н. Бэлческу основал и редактировал первый румынский исторический журнал «Magazin istoric pentru Dacia» — сборник исторических документов о Румынии.
Участник Революции 1848—1849 годов в Трансильвании. Был одним из ведущих идеологов румынской Весны народов, мобилизаторов и лидеров трансильванского революционного движения. Помогал организовывать национальные собрания в Блаже в 1848 году и участвовал в разработке революционных манифестов трансильванских румын. В декабре 1848-январе 1849 года был отправлен в Вену для защиты румынских интересов в контексте новой программы сохранения Габсбургской монархии путём создания автономных этнических государств в рамках монархии. Это означало создание румынского государства путём объединения регионов с румынским национальным большинством в Трансильвании, Банате, Марамуреше, Буковине и отдельных района Венгрии. После поражения революции 1848 года он продолжал проводить в Вене публицистическую и научную деятельность, возобновил публикацию "«Magasinul istoricu pentru Dacia», читал лекции и опубликовал много документов, связанных с румынскими событиями 1848 года.
С 1851 года работал инспектором школ в Молдавии. В 1867 году был одним из основателей румынского научного общества (превратившегося в 1879 г. в Румынскую академию), был генеральный секретарём и президентом научного общества (академии), председателем литературной секции (1867—1876). Лауриано, будучи пуристом, всячески пытался изгнать из румынского словаря славянские элементы.
Похоронен на кладбище Беллу в Бухаресте.

## Научная деятельность
Основным научным интересом А. Лауриана была история Румынии и происхождение румын. Активно работал над развитием науки в Румынии.
В середине XIX века он стал ведущим представителем, так называемой, латинской школы в историографии Румынии, которая доказывала непосредственное происхождение румын от древних римлян. Его работа «История румын» («Istoria Romanilor», 1843) по времени начиналась с Ромула и Рема и основания Рима в 753 году до рождения Христова. После падения Римской империи он продолжил историю румынского народа с помощью типа летосчисления Ab Urbe condita (сокращённо: AUC). Согласно его подсчётам по AUC, Весна народов пришлась на 2601 год.
Как лингвист, старался кодифицировать румынский язык, основываясь на латыни, применяя этимологическую орфографию и очищая его от чужих посторонних наслоений.
В результате этой работы в 1871—1876 гг. вместе с Иоаном Массимом издал двухтомный «Словарь румынского языка» (рум. Dicţionarul limbii române) и глоссарий. Этот словарь, однако, был раскритикован в научном обществе, что привело в итоге к прекращению существования латинской школы в историографии Румынии. В результате он отошёл из общественной жизни, хотя и принял на себя председательство в Трансильванском обществе, которое было сформировано в 1867 году для борьбы и протеста против создания Двойной монархии.
Считался одним из главных «апостолов румынства», его работы служили руководством к действию для большой части молодого поколения румынских националистов с 1840-х годов. Был главным выразителем отношения к римскому наследию/латинизации, которое сильно повлияло на румынскую культуру до 1878 года.

## Избранные главные труды
- «Tentamen criticum in linguam romanicam» (Вена, 1840), где автор доказывает наибольшую из всех романских языков близость румынского к латинскому языку;
- «Coup d’oeil sur l’histoire des Roumains d. deux Dacies» (там же, 1846, на французском, румынском, немецком и латинском языках),
- «Istoria Romanitor» (Яссы, 1843).